# Crocomela mamerta
Crocomela mamerta là một loài bướm đêm thuộc phân họ Arctiinae, họ Erebidae.